# Ludovico Camangi
Ludovico Camangi (Sora, 14 febbraio 1903 – 2 settembre 1976) è stato un ingegnere e politico italiano.

## Biografia
Ingegnere, esponente del Partito Repubblicano Italiano, fu candidato alle elezioni per l'Assemblea Costituente del 2 giugno 1946 nella Circoscrizione Roma-Viterbo-Latina-Frosinone, venendo eletto.
Fu poi deputato per il PRI nelle prime quattro legislature, restando in carica dal 1948 al 1968. È stato anche Sottosegretario di Stato ai Lavori pubblici nel V, VI e VII Governo De Gasperi. È stato inoltre Sottosegretario di Stato all'Agricoltura e foreste nel IV Governo Fanfani, e nei Governi Moro I, II e III.
Morì il 2 settembre 1976 all'età di 73 anni.